# Luigi Tassinari
Luigi Tassinari (Firenze, 6 gennaio 1929 – Montevarchi, 8 maggio 2014) è stato un politico italiano.

## Biografia
Trascorre l'infanzia a Firenze, il padre maestro di scuola ed invalido di guerra decorato al valore e la madre impiegata alla Nazione.
La famiglia è costretta a trasferirsi a Forlì a causa della guerra dove Luigi Tassinari frequenta il locale liceo.
Durante i duri anni della guerra assiste, adolescente, all'esposizione del cadavere del partigiano Silvio Corbari in piazza Saffi a Forlì
Si laurea a Firenze in storia ed inizia ad insegnare diventando, in breve dirigente della scuola di avviamento al lavoro di Borgo S. Lorenzo dove si trasferisce da Firenze. Nel 1950 si iscrive al PCI. Nel 1964 viene eletto consigliere provinciale nella lista del PCI, per poi assumere il ruolo di capogruppo e poi assessore allo sviluppo economico e alla cultura. Nel 1970 viene eletto presidente della Provincia di Firenze.
Nel 1975 si presenta alle elezioni regionali toscane e viene eletto consigliere nella lista del PCI. In regione partecipa alla giunta di Lelio Lagorio come assessore alla cultura.
Nel 1980 si ripresenta alle elezioni regionali venendo nuovamente eletto, sempre per il PCI. Continua l'esperienza in Regione sempre come assessore alla cultura fino al 1982.
Nel 1986, l'allora sindaco di Firenze, Massimo Bogianckino, lo nomina presidente del Gabinetto Viesseux, carica che mantenne fino al 1991.
Muore nel maggio del 2014 all'età di 85 anni.